# 陈焕章
陈焕章（1880年—1933年），字重远，广东高要人，清末民初思想家，社会活动家，儒学家，香港孔教學院創院院長。

## 生平
15岁入广州万木草堂，师从康有为。光绪二十九年（1903年）乡试中举。光绪三十年（1904年），聯捷甲辰恩科進士。1905年赴美留学。1911年获哥伦比亚大学哲学博士学位。1912年（民国元年）归国，模仿基督教建制在上海创“孔教会”，任总干事。康有为任会长。1913年被聘为袁世凯总统府顾问，入京，与严复、梁启超等联名致书参众两院，请定孔教为国教。1915年反对袁世凯称帝，离京返乡。1930年在香港设“孔教学院”，自任院长。

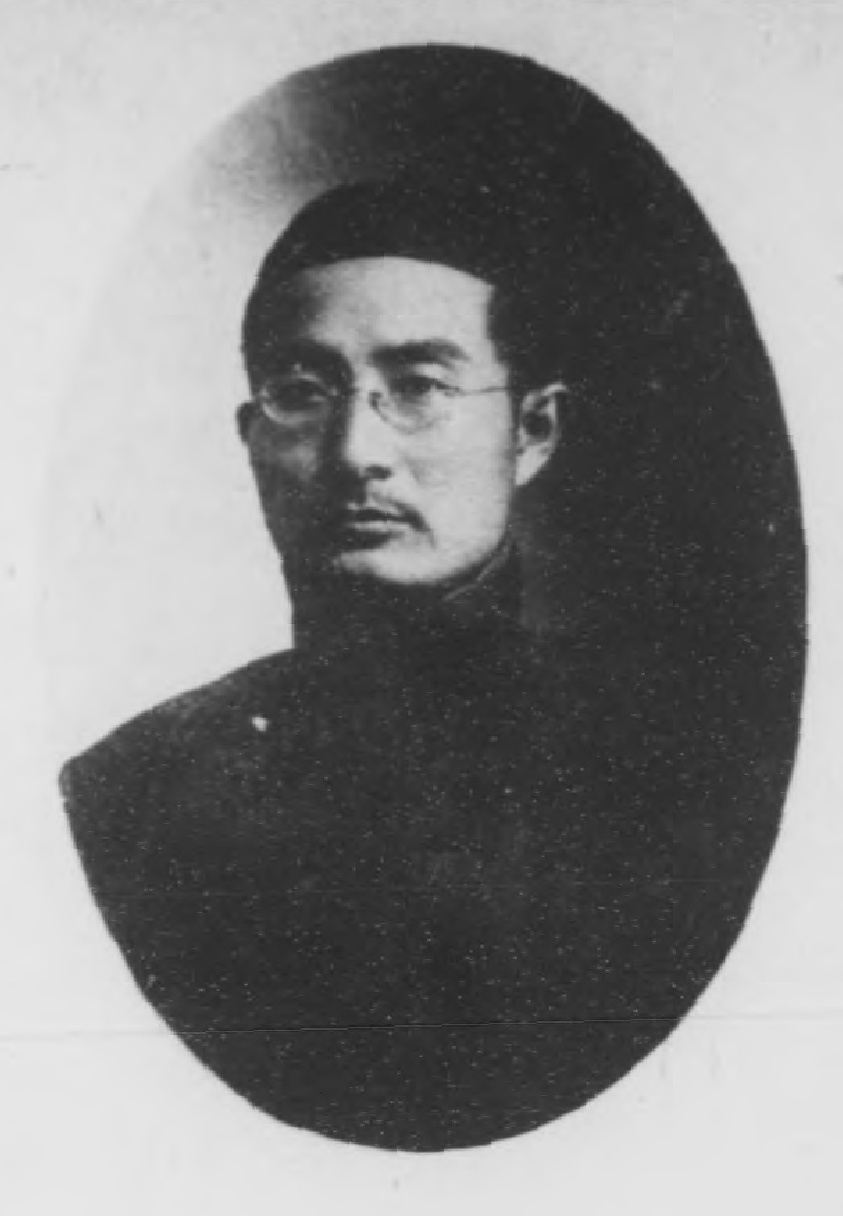

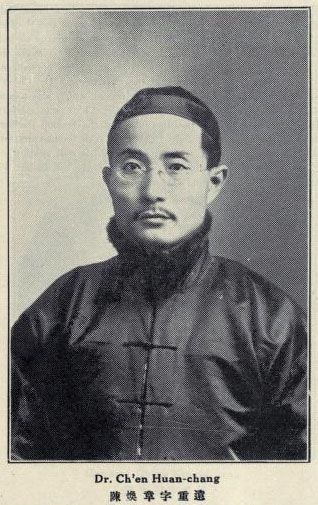
陳煥章照

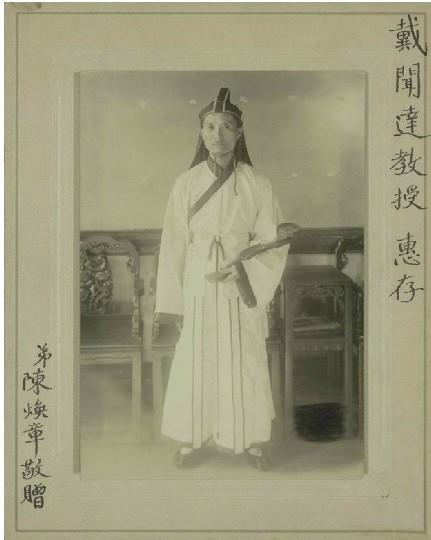
陈焕章汉服像

## 相关书籍
- 《孔学大师陈焕章》，南方日报出版社出版
- The Economic Principles Of Confucius And His School 1923

## 延伸阅读
[在维基数据编辑]
 《游美同學錄·陳煥章》，出自《游美同學錄》
 在维基共享资源阅览影像